# 빌레 하파살로

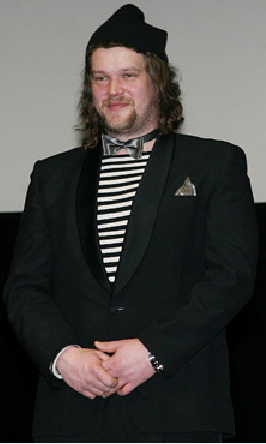

빌레 하파살로(Ville Haapasalo, 1972년 2월 28일 ~ )는 핀란드의 배우, 진행자이다.
홀롤라에서 태어났다.

## 영화
- 스튜핏 영 하트 (2018년)
- 룩 오브 어 킬러 (2016년)
- 러브 인 더 빅 시티 3 (2014년)
- 삼총사 2014 (2012년)
- 러브 인 더 빅 시티 2 (2010년)
- 러브 인 더 빅 시티 (2009년)
- 운명의 아이러니 2 (2007년)
- 늑대소녀 살라 (2006년)
- 뻐꾸기 (2002년)